# Madoka Ayukawa
Madoka Ayukawa (鮎川 まどか?, Ayukawa Madoka) è la protagonista femminile della serie manga e anime Orange Road. Nella prima versione italiana dell'anime, adattata e trasmessa da Mediaset, il personaggio è stato chiamato Sabrina.

## Il personaggio
Madoka Ayukawa è una studentessa liceale e la figlia minore di una famiglia di musicisti. I genitori sono due professionisti che passano la maggior parte della loro vita in tournée fuori dal Giappone. Pertanto Madoka abita da sola con la sorella maggiore, che però ad un certo punto della serie si sposa e si trasferisce in America, lasciando perciò Madoka sola. Anche per tale ragione, Madoka appare come un personaggio molto indipendente ed autonomo, che provvede ai propri bisogni. È segretamente innamorata di Kyōsuke Kasuga e la migliore amica di Hikaru Hiyama (anche lei innamorata di Kyosuke).
Madoka è descritta come avente un fascino da adulta nonostante frequentasse la scuola media. Tra i migliori studenti e atleti della sua scuola, è estremamente intelligente e brava negli sport (in particolare lo sci, il tennis, il surf, il nuoto e l'atletica leggera), a cucinare e lavorare a maglia. È anche una talentuosa cantante e musicista che suona principalmente il pianoforte e il sassofono (soltanto nell'anime), ma se la cava molto bene anche con il basso elettrico, e ha anche scritto una canzone per la band di suo cugino e della sua ragazza. È in grado di ottenere voti alti a scuola e lavora part-time al caffè ABCB. Grazie alla sua vita da solitaria, Madoka è diventata in grado di combattere contro teppisti alti e muscolosi, ma a scuola ha un'orribile reputazione di sukeban violenta e si comporta in modo distaccato. In verità il suo comportamento capriccioso da giovane delinquente è solo un mascheramento della sua tristezza e solitudine, dovuto al fatto che è una solitaria incompresa. Oltre a Hikaru e al suo amico d'infanzia Yūsaku, Kyosuke e le sue sorelle sono gli unici che si avvicinano a lei senza paura.
Madoka è buona d'animo ed empatica; nonostante sia all'apparenza fredda e distaccata, è in realtà molto dolce, sensibile, altruista e introversa, e spesso infatti trascura i suoi sentimenti a favore degli amici. È effettivamente l'eroina della serie. Ha un grande cuore ed è molto coraggiosa: è sempre pronta a difendere i più deboli dai teppisti, scontrandosi anche con intere bande, ed è questo il motivo principale per cui inizialmente ha una cattiva nomea. In alcuni episodi rischia di morire per andare a salvare gli amici, e viene salvata dai poteri di Kyosuke. Nel primo film, tuttavia, risulta determinata nella scelta di stare con Kyosuke, e per quanto sia dura, sarà capace di far presente a Hikaru la realtà dei fatti.
Madoka è un personaggio molto profondo e complesso, ed è difficile comprendere la sua vera natura in un primo momento. All'inizio della storia è presentata come una sorta di giovane teppista, temuta dai compagni e dai professori, dedita talvolta all'alcool, alle sigarette e agli eccessi. Kyōsuke Kasuga nel primo episodio riceve uno schiaffo da lei quando le impedisce di fumare, poiché a suo avviso la stava importunando. Quest'ultimo conosce Madoka appena giunto nella nuova città, vedendola dapprima come una ragazza dolce e molto carina e in seguito, a scuola, come una delinquente (in realtà, Madoka non è propriamente una teppista, e non ha mai veramente fatto parte di una banda, ma alcune amiche che frequentava precedentemente appartenevano a delle bande femminili di delinquenti). Ciò nonostante nutrirà un sentimento d'amore per la misteriosa ragazza, da lei segretamente ricambiato. L'atteggiamento da dura e da teppista sono in realtà soltanto un mascheramento del fatto che è una ragazza molto sola, triste e bisognosa d'amore; Madoka infatti, dopo aver conosciuto Kyōsuke, ed essersi profondamente innamorata di lui, inizia un lento ma progressivo cambiamento e si rivela essere una brava ragazza (per prima cosa, smette di fumare a casa sua), e gli altri personaggi notano che diventa più amichevole. Ciò nonostante non può dichiarare i propri sentimenti al ragazzo, per via dell'amicizia che la lega a Hikaru Hiyama che è a sua volta innamorata di Kyōsuke. Nell'ultimo episodio della serie animata, viene rivelato che Madoka conobbe uno strano ragazzo quando era piccola, di cui si innamorò. In seguito a quell'incontro Madoka cambiò il proprio look per piacere a quel ragazzo, che si scoprirà essere Kyōsuke durante uno dei suoi viaggi nel tempo. Madoka inizialmente non sa che si tratta proprio di lui, ma comunque capisce che c'è un collegamento tra l'uno e l'altro. Nonostante le esperienze vissute, Madoka non ha mai avuto una storia amorosa con un ragazzo prima di conoscere Kyosuke.
Madoka, nonostante la cattiva reputazione iniziale, non fa mai del male a qualcuno se non viene importunata o deve difendere altre persone, e detesta profondamente la meschinità e l'ipocrisia come dichiara in un episodio. Secondo il futuro rappresentato dal secondo film, per un breve periodo Madoka riprende a fumare a causa del nervosismo per la scomparsa di Kyosuke in Bosnia; sarà una studentessa universitaria e una nota compositrice e musicista, e suonerà principalmente il pianoforte.
Ancora: nonostante la mascolinità e la determinazione tale da farla sembrare una dura, Madoka è molto emotiva e ha delle fobie, in particolare ha paura dei fantasmi. Si nota in diversi episodi che le piacciono molto gli animali, cosa che d'altronde conferma la sua bontà d'animo.

### Assimilazione agli stereotipi caratteriali
Le caratteristiche principali di Madoka sono la sua incredibile intelligenza e talento e la sua personalità estremamente altruista. Inizialmente il suo carattere violento e distaccato la rende temuta a scuola, e comincia ad essere vista sotto un'altra luce grazie a Kyosuke, e rivela la sua personalità gentile e disinteressata. Madoka tende sempre a mettere gli altri al di sopra di lei e non ama davvero essere un peso per gli altri. Il suo altruismo e la sua empatia la fanno agire come se non fosse innamorata di Kyosuke, perché anche Hikaru si è innamorata di lui e vuole che la sua migliore amica sia felice. Tuttavia, alla fine, quando Madoka e Kyousuke confessano entrambi i loro sentimenti reciproci, lei dice a Kyosuke che deve rompere con Hikaru, che deve capire la verità delle cose.
Madoka è un personaggio complesso e non si può esattamente categorizzare. Viene spesso considerata come un personaggio tsundere; le caratteristiche di tale stereotipo caratteriale sono presenti, ma in maniera moderata. Nell'insieme ha tuttavia i tratti della yamato nadeshiko, sia nell'aspetto aggraziato coi capelli lunghi e neri, sia nel carattere estremamente altruista, dolce e riservato. È, in fin dei conti, solo questione di non farla arrabbiare.

### Aspetto fisico
Madoka è una ragazza molto bella, di statura medio alta, con un fisico atletico, slanciato e formoso. Ha lunghi capelli blu/neri e grandi occhi verdi. Da piccola aveva i capelli corti, ma dopo il primo incontro con Kyosuke, avvenuto quando lei aveva 9 anni, se li fece crescere pensando che gli sarebbe piaciuta di più. In generale viene considerata molto attraente, ma a causa della sua iniziale cattiva reputazione viene in un primo momento ripudiata dai ragazzi come Hatta e Komatsu, che la temono. Questi ultimi infatti nel penultimo episodio, avendo ormai preso una certa confidenza con lei, ed essendosi resi conto di quanto sia buona e generosa, prima che parta per l'America dichiarano che avrebbero voluto conoscerla meglio e avere un rapporto più intimo con lei.

## Creazione e sviluppo
Parlando di Orange Road, l'autore Izumi Matsumoto ha raccontato che l'ispirazione per la realizzazione del personaggio di Madoka Ayukawa furono l'attrice statunitense Phoebe Cates e la cantante giapponese Akina Nakamori.

## Doppiatrici
In Orange Road, Madoka è doppiata in giapponese da Hiromi Tsuru nell'anime, nei film e negli OAV, mentre da Saeko Shimazu nell'episodio pilota e da Tomo Sakurai nel radiodramma.
Nella versione in italiano da Marcella Silvestri nella prima edizione dell'anime e dei film a cura della Mediaset e negli OAV, mentre da Stella Musy nell'adattamento dell'anime e dei film della Dynamic Italia, i quali diritti sono passati poi alla Yamato Video.

## Apparizioni
- Orange Road (1984 – 1987) - manga
- È quasi magia Johnny / Capricciosa Orange Road (1987 – 1988) - serie TV anime
- È quasi magia Johnny: Una difficile scelta (1988) - film
- Capricciosa Orange Road (1989) - serie OAV
- Shin Kimagure Orange Road (1994 – 1997) - serie di light novel
- Orange Road The Movie: ...e poi, l'inizio di quella estate... (1996) - film

## Accoglienza
L'annuale sondaggio Anime Grand Prix, condotto dalla rivista Animage e svolto nel 1988, ha rivelato che Madoka Ayukawa era il personaggio femminile degli anime più amato dal pubblico giapponese.